# Овчинникова, Ольга Александровна
Ольга Александровна Овчинникова (род. 14 июня 1950, Архангельская область, РСФСР, СССР) — советская и российская актриса, артистка Липецкого академического театра драмы имени Л. Н. Толстого (с 1981), народная артистка Российской Федерации (1996).

## Биография
Родилась 14 июня 1950 года в Архангельской области, РСФСР, СССР. Окончила Театральный институт имени Бориса Щукина при Театре имени Е. Б. Вахтангова.
После окончания учёбы Ольга Александровна непродолжительное время работала в Волгоградском театре юного зрителя, а затем некоторое время играла в театре в Кишинёве. 13 апреля 1981 года была принята в труппу Липецкого академического театра драмы имени Л. Н. Толстого, на сцене которого дебютировала в роли Нины Заречной в пьесе «Чайка» А. П. Чехова. В 2003 году на базе театра был создан курс сценической речи и актёрского мастерства в Российском институте театрального искусства — ГИТИС, художественным руководителем которого актриса стала после смерти Владимира Пахомова.

## Личная жизнь
Ольга Александровна на протяжении 22 лет находилась в браке с художественным руководителем Липецкого академического театра драмы имени Л. Н. Толстого Владимиром 
Михайловичем Пахомовым. Кроме того, у неё есть дочь Елена, которая тоже является актрисой и имеет звание заслуженной артистки Российской Федерации.

## Награды
- Заслуженная артистка РСФСР (5 июня 1991)
- Народная артистка Российской Федерации (13 июня 1996)[3]
- Государственная премия Российской Федерации (1999) — в области просветительской деятельности[4]